# Beringmöwe

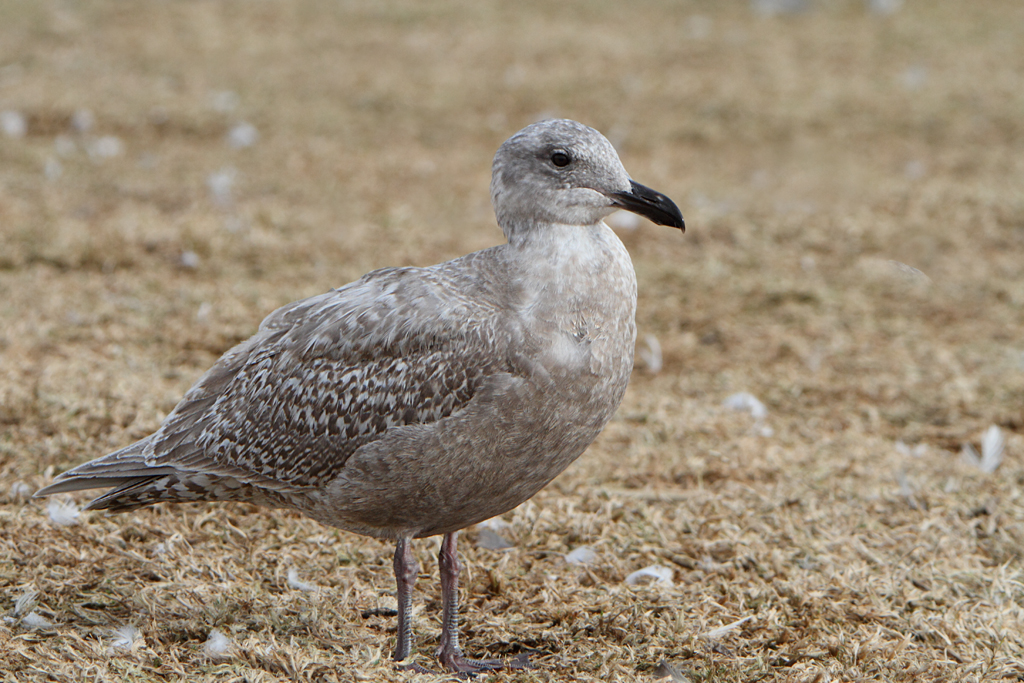
Beringmöwe im ersten Winter

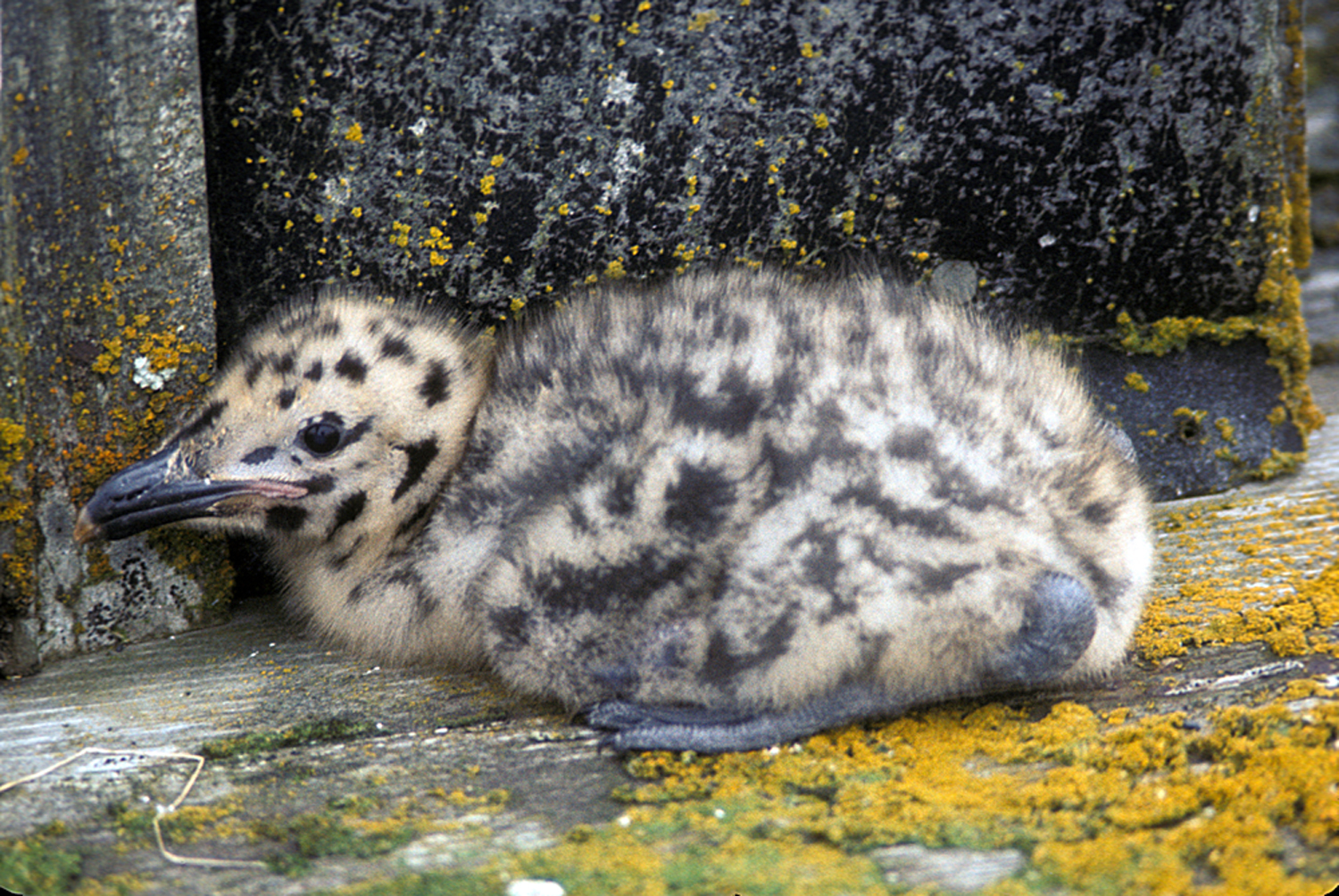
Küken der Beringmöwe

Die Beringmöwe (Larus glaucescens) ist eine große, monotypische Art innerhalb der Möwen. 
Die Bestandssituation des Beringmöwe wurde 2018 in der Roten Liste gefährdeter Arten der IUCN als „Least Concern (LC)“ = „nicht gefährdet“ eingestuft und der Bestand wird auf 570.000 geschlechtsreife Individuen geschätzt.

## Erscheinungsbild
Die Beringmöwe erreicht eine Körperlänge von 58 bis 63 Zentimetern. Die Flügelspannweite beträgt 130 bis 160 Zentimeter. Das Gewicht variiert zwischen 850 und 1.700 Gramm.
Im Prachtkleid haben Beringmöwen einen weißen Kopf. Der Schnabel ist gelb mit einem rot-orangen Fleck an der Schnabelspitze. Das Schnabelinnere ist pink bis purpurrosa. Die Augen sind im Verhältnis zur Körpergröße klein und von dunkler Farbe. Der Augenring ist rosafarben bis rötlich. Der Mantel und der Rücken sind mittelgrau mit einem leicht bläulichen Ton. Der Rumpf und der Schwanz sind weiß. Die Körperunterseite ist gleichfalls weiß. Im Schlichtkleid ist der Kopf, der Nacken und die Vorderbrust bräunlich gestrichelt. Der Schnabel ist dann matter gelb, der orangefarbene Schnabelfleck fehlt in der Regel. Es werden zwar keine Unterarten unterschieden, die Brutvögel Sibiriens sind aber generell etwas dunkler auf der Körperoberseite und haben etwas längere Flügel.
Jungvögel sind graubraun, der Rumpf und Ober- und Unterschwanzdecken sind etwas blasser. Die Federn des Mantels sind heller gesäumt, was den Jungvögeln ein leicht geschupptes Aussehen gibt. Der Schnabel ist schwarz. Erst im vierten Lebensjahr tragen Beringmöwe das adulte Gefieder. Die Dunenküken sind rötlich hellbraun mit dichten dunklen Flecken auf der Körperoberseite.

## Verbreitungsgebiet
Die Beringmöwe brütet an den Küsten der Beringstraße. Zum Brutareal gehören der Süden und Westen Alaskas, der Süden der Tschuktschenhalbinsel, Kamtschatka und die Kommandeurinseln. Sie brütet nur sehr selten im Binnenland. Die Beringmöwe ist ein Teilzieher und kommt im Winterhalbjahr an der nordamerikanischen Küste bis nach Niederkalifornien vor und an der asiatischen Küste bis nach Japan.

## Lebensweise
Die Beringmöwe frisst Wirbellose, Fische sowie Jungvögel und Eier. Sie ist einer der wesentlichen Prädatoren der Alkenvögel, frisst deren Eier und stellt unter anderem den Jungvögeln von Gelbschopflund, Taubenteiste, Zwergalk, Bartalk, Aleutenalk und Rotschnabelalk nach. Außerdem frisst sie auch Aas. In Sibirien ist sie dafür bekannt, dass sie Walrossjägern folgt, um die Innereien der erlegten Tiere zu fressen. Des Weiteren sind Fälle bekannt, in denen die Möwen Kodiakbären auf ihren Fischzügen begleiten, um die anfallenden Fischkadaver und deren Laich zu verzehren.
Die Beringmöwe brütet gelegentlich einzeln, gewöhnlich jedoch in kleinen Kolonien. Sie geht eine monogame Paarbindung ein, jedoch kommt es regelmäßig zu Verpaarungen mit anderen Artgenossen. Das Nest wird auf dem bloßen Grund errichtet und aus Tang gebaut. Die eigentliche Nistmulde ist mit Gras und Federn ausgelegt. Das Gelege besteht gewöhnlich aus zwei oder drei Eiern. Diese haben eine blassgrünliche oder olivene Farbe und weisen dunkle, braune Flecken auf. Die Brutzeit beträgt 26 bis 29 Tage. Beide Elternvögel brüten und sind an der Aufzucht der Küken beteiligt. Die Küken sind nach 37 bis 53 Tage flügge. Beringmöwen brüten frühestens in einem Alter von vier Jahren.

## Belege

### Einzelbelege
1. ↑  Larus glaucescens in der Roten Liste gefährdeter Arten der IUCN 2018. Eingestellt von: BirdLife International, 2018. Abgerufen am 24. Juni 2021.
2. ↑  BirdLife International: Species Factsheet – Glaucous-winged Gull (Larus glaucescens). Abgerufen am 13. Juli 2022.
3. 1 2   Sale, S. 244
4. 1 2   Sale, S. 245
5. ↑  F.Goethe: Möwenartige und Alken. In: Prof. Dr. Bernhard Grzimek (Hrsg.): Grzimeks Tierleben Vögel. Band 2. Bechtermünz, Augsburg 2000, ISBN 3-8289-1603-1, S. 213.